# 烏克蘭斯凱 (日梅林卡區)
48°49′21″N 27°50′17″E / 48.82250°N 27.83806°E
烏克蘭斯凱（羅馬化：Ukrainske）是烏克蘭西南部文尼察州日梅林卡區科派霍羅德市鎮的村落。面積1.7平方公里，海拔高度278米，2001年人口410，人口密度每平方公里241.75人。